# Ролз, Кэтрин
Кэтрин Луиз Ролз (англ. Katherine Louise Rawls, в замужествах Томпсон, англ. Thompson и Грин, англ. Green; 14 июня 1917, Нашвилл — 8 апреля 1982, Уайт-Салфер-Спрингс, Западная Виргиния) — американская прыгунья в воду и пловчиха, трёхкратная призёрка летних Олимпийских игр. В дальнейшем была лётчицей во время Второй мировой войны.

## Биография

### Спортивная карьера

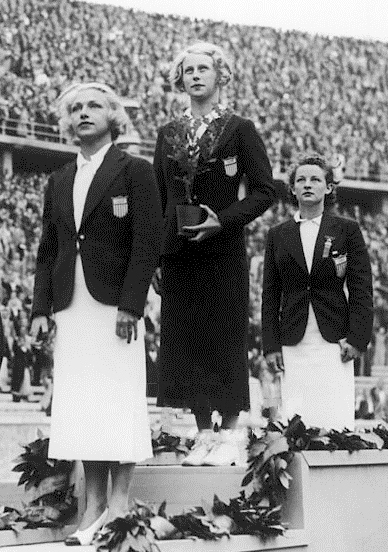
Ролз на летних Олимпийских играх 1936 года во время вручения серебряной медали

Кэтрин Ролз родилась в 1917 году в Нашвилле. Она научилась плавать в возрасте двух лет, в 7-летнем возрасте начала заниматься прыжками в воду. Её сестры Дороти, Эвелин и Пегги и брат Сонни также занимались прыжками в воду, выступали перед публикой и участвовали в юношеских соревнованиях.
В 1931 году в возрасте 14 лет Ролз победила на Национальном чемпионате США по плаванию, обойдя чемпионку Эленор Холм на дистанции 300 метров комплексным плаванием и установив новый мировой рекорд.
На летних Олимпийских играх 1932 года в Лос-Анджелесе Ролз завоевала серебряную медаль в прыжках в воду с трёхметрового трамплина, уступив Джорджии Коулмен. Она собиралась также участвовать в соревнованиях по плаванию на дистанции 200 м брассом, но не прошла квалификацию.
Ролз повторила своё достижение на летних Олимпийских играх 1936 года в Берлине. Она вновь заняла второе место, неожиданно уступив 13-летней Марджори Джестринг. При этом Ролз также заняла третье место в эстафете 4×100 метров плаванием вольным стилем в составе сборной США и седьмое место на дистанции 100 м вольным стилем.
Кэтрин Ролз была 33 раз чемпионкой США в прыжках в воду и плавании на соревнованиях Любительского спортивного союза. Она установила 18 национальных рекордов в комплексном плавании, плавании брассом и вольным стилем. В 1937 году Ролз была удостоена звания Спортсменки года по версии Associated Press.
В 1939 году Кэтрин Томпсон завершила карьеру в плавании. Она пыталась квалифицироваться для участия в летних Олимпийских играх 1948 года в прыжках в воду, но заняла четвёртое место. В 1965 году она стала одним из первых спортсменов, включённых в Зал Славы мирового плавания.

### Дальнейшая жизнь
18 мая 1938 года Ролз вышла замуж за лётчика Теодора Х. Томпсона. Тогда же она получила образование пилота. В 1940 году Томпсон стала одной из первых лётчиц в Женской службе пилотов Военно-воздушных сил США. Они перевозили по воздуху военные грузы.
Ролз в течение 20 лет работала тренером по плаванию в отеле Greenbrier Hotel в Западной Виргинии. Она скончалась в 1982 году на 65-м году жизни от рака после нескольких лет болезни.